# Kiss Them for Me
Kiss Them for Me is een Amerikaanse romantische film uit 1957 onder regie van Stanley Donen. De film is gebaseerd op een toneelstuk van Luther Davis en op het boek Shore Leave van Frederic Wakeman.

## Verhaal
Drie marinepiloten hebben vier dagen lang verlof in San Francisco. Hier willen ze niets anders dan feesten en nodigen ze aantrekkelijke dames, waaronder Alice Kratzner, uit naar hun dure suite in een luxe hotel. Echter, wanneer luitenant Wallace dit ontdekt, is hij hier niet blij mee. Deze wil namelijk dat ze zich bezighouden met het schrijven van speeches voor propaganda-doeleinden.

## Rolverdeling
| Acteur           | Personage           |
| ---------------- | ------------------- |
| Cary Grant       | Cmdr. Andy Crewson  |
| Suzy Parker      | Gwinneth Livingston |
| Jayne Mansfield  | Alice Kratzner      |
| Leif Erickson    | Eddie Turnbill      |
| Ray Walston      | Lt. (j.g.) McCann   |
| Werner Klemperer | Lt. Walter Wallace  |